# Kaldbaksbotnur
Kaldbaksbotnur [ˈkalːbaksˌbɔtnʊɹ] és un poble de l'illa de Streymoy, a les illes Fèroe. Forma part del municipi de Tórshavn, capital de l'arxipèlag. L'1 de gener de 2021 tenia 9 habitants.
La localitat no forma un nucli, si no que està compost per cases disperses. És en una vall a la capçalera del fiord Kaldbaksfjørður. Aquesta vall la travessa el riu Fjarðará, que creua la zona de Kaldbaksbotnur i desemboca al fiord formant un petit delta. A l'oest del poble hi ha la muntanya de Sornfelli, de 749 m.
Kaldbaksbotnur va pertànyer al municipi de Kaldbak de 1930 a 1976, quan tots dos pobles es van agregar al municipi de Tórshavn.

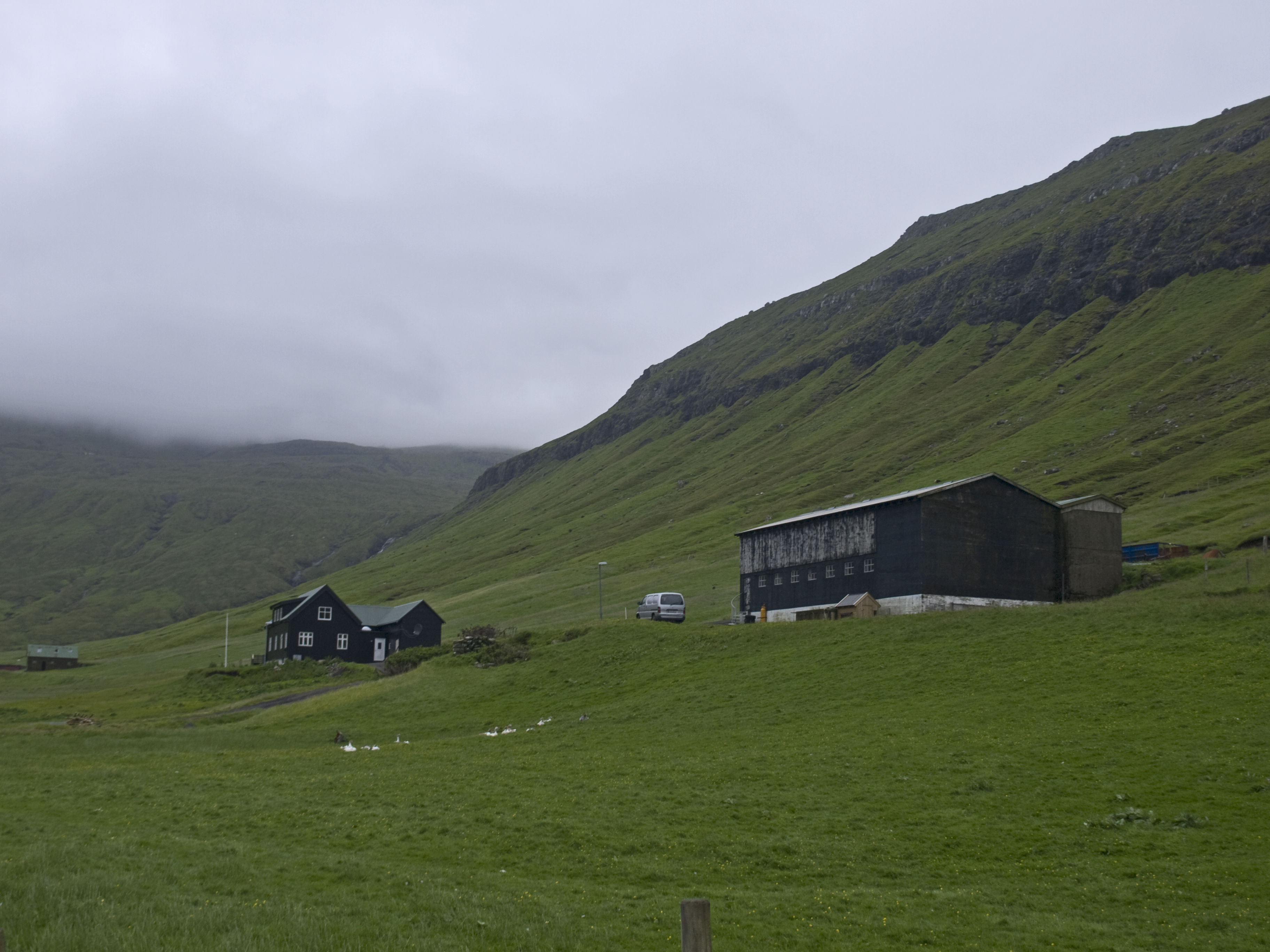
Cases disperses de Kaldbaksbotnur.

La primera carretera que va arribar a Kaldbaksbotnur es va construir el 1977, i va unir aquesta localitat amb Kaldbak, situada a l'est. Tres anys després els dos pobles van ser connectats amb la resta de l'illa amb la construcció d'una nova carretera. El 1992 es va inaugurar el túnel anomenat Kollfjarðartunnilin, que uneix Kollafjørður amb Kaldbaksbotnur. Aquest túnel de més de 2800 m és des de llavors la principal via de comunicació entre Tórshavn i les poblacions del nord de Streymoy. A l'oest de Kaldbaksbotnur hi ha la Mjørkadalur, una base de l'exèrcit danès.
Segons una llegenda, al segle xiv, a les rodalies de Kaldbaksbotnur es van lliurar dues batalles entre dues faccions de feroesos: un bàndol del nord i un altre del sud. El motiu de la disputa era el desacord del sud per la construcció de la catedral de Kirkjubøur, que estava representant una pesada càrrega en impostos. La primera batalla la va guanyar el bàndol del nord, mentre que la segona va ser guanyada pels del sud, costant la vida del bisbe de Kirkjubøur, líder de la facció del nord.